# Леконда
Леконда — упразднённое село в Архаринском районе Амурской области России. Исключено из учётных данных в 1974 году.

## География
Село располагалось на левом берегу реки Татакан в месте впадения в неё реки Леконда, на расстоянии примерно 15,5 километра (по прямой) к северо-востоку от села Грибовка.

## История
По данным 1926 года на хуторе Ликинда имелось 2 хозяйства (1 крестьянского типа и 1 прочих) и проживало 9 человек (5 мужчин и 4 женщины). В национальном составе населения преобладали русские. В административном отношении входил в состав Гилево-Плюснинского сельсовета Хингано-Архаринского района Амурского округа Дальневосточного края.
Решением Амурского исполкома от 7 июня 1974 года № 253, село Леконда исключено из учётных данных как несуществующее.